# Nadine Krause
Nadine Krause (Waiblingen, 25 maart 1982) is een voormalige Duitse handballer die voor het laatst speelde voor Bayer Leverkusen als linker opbouw. Ze maakte haar debuut in de Duitse nationale ploeg in 1999, op 17-jarige leeftijd. Ze was topscorer op de Wereldkampioenschappen 2005 en werd uitgeroepen tot IHF Wereldspeler van het Jaar 2006.

## Erelijst
- Duitse beker :
  - Winnaar : 2002
- Landelijke omwentelingen :
  - Winnaar : 2009
- EHF Challenge Cup :
  - Winnaar : 2005
- EHF Beker voor Bekerwinnaars :
  - Winnaar : 2009
- Wereldkampioenschap :
  - Bronzen medaillewinnaar : 2007

## Onderscheidingen
- IHF Wereldspeler van het Jaar : 2006
- Duitse Handballer van het Jaar: 2005, 2006
- All-Star Linksback van het Europees Kampioenschap: 2004
- Bundesliga-speler van het seizoen: 2004-05, 2005-06, 2006-07
- Wereldkampioenschap Topscorer: 2005
- Europees Kampioenschap Topscorer: 2006
- Topscorer Bundesliga: 2005, 2006
- Damehåndboldligaen Topscorer: 2008